# Władcy Mołdawii

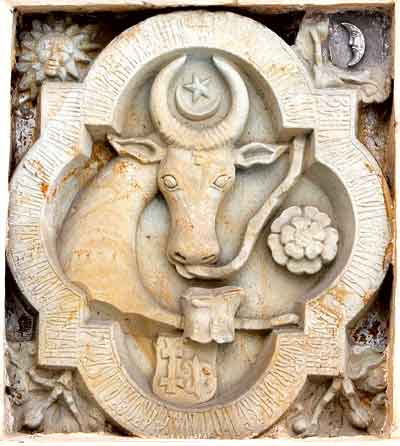
Herb Mołdawii z klasztoru Putna z czasów Stefana Wielkiego

## Hospodarstwo Mołdawskie(od XIV w. do 1859 r.)
Chronologia władców mołdawskich oraz identyfikacja pokrewieństwa lub powinowactwa poszczególnych hospodarów do 1400 budzi wśród badaczy szczególne kontrowersje. Z tego powodu poniżej podane są daty panowania w wersji trzech różnych badaczy:
| Według J. Demela:                 | Według J. Tęgowskiego:        | Według K.W. Treptowa:   |
| --------------------------------- | ----------------------------- | ----------------------- |
| 1359–1365 Bogdan I                | 1363–1367 Bogdan I            | 1359–1365 Bogdan I      |
| 1365–1373 Latco (Lațcu) (syn)     | 1367–1375 Latco (Lațcu) (syn) | 1365–1375 Latco (Lațcu) |
| 1373–1375 Costea (zięć Bogdana I) | 1375–1377 Żurż (bratanek)     | 1375–1391 Piotr I       |
| 1375–1391 Piotr I (syn)           | 1377–1391 Piotr I (brat)      | 1386–1392 Costea        |
| 1391–1394 Roman I (brat)          | 1391–1394 Roman I (syn)       | 1391–1394 Roman I       |
| 1394–1399 Stefan I (syn lub brat) | 1394–1399 Stefan I (brat)     | 1394–1399 Stefan I      |
| 1399–1400 Juga                    | 1399–1400 Juga (syn Latco)    | 1399–1400 Juga          |

1400–1432 Aleksander I Dobry (Alexandru cel Bun; s. Romana I)

1400–1407 Bogdan (koregent) (brat)

1432–1434 Eliasz I (Ilie / Iliaș; syn Aleksandra Dobrego)

1434–1435 Stefan II (brat)

1435–1442 Eliasz I (ponownie)

1442–1444 Stefan II (ponownie)

1444–1445 Piotr II (s. Aleksandra Dobrego)

1445–1447 Stefan II (po raz trzeci)

1447–1447 Piotr II (ponownie)

1447–1448 Roman II (s. Eliasza)

1448–1449 Piotr II (ponownie)

1449–1449 Ciubăr

1449–1449 Aleksander II (Alexăndrel; s. Eliasza)

1449–1451 Bogdan II (s. Aleksandra Dobrego)

1451–1452 Piotr III Aron (Petru Aron; s. Aleksandra Dobrego)

1452–1454 Aleksander II (ponownie)

1454–1455 Piotr III Aron (ponownie)

1455–1455 Aleksander II (ponownie)

1455–1457 Piotr III Aron (ponownie, zm. 1469)

1457–1504 Stefan III Wielki (Ștefan cel Mare; s. Bogdana II)

1504–1517 Bogdan III Ślepy (Bogdan cel Chior; s. Stefana Wielkiego)

1517–1527 Stefan IV Młody (Ștefăniță; syn)

1527–1538 Piotr IV Raresz (Petru Rareș; s. Stefana Wielkiego)

1538–1540 Stefan V Szarańcza (Ștefan Lăcustă; brat)

1540–1541 Aleksander III Cornea (Alexandru Cornea; s. Bogdana III)

1541–1546 Piotr IV Raresz (ponownie)

1546–1551 Eliasz II (Iliaș; s. Piotra Raresza, zm. 1562)

1551–1552 Stefan VI (s. Piotra Raresza)

1552–1552 Jan I Joldea (Ioan Joldea)

1552–1561 Aleksander IV Lăpușneanu (s. Bogdana III)

1561–1563 Jan II Jakub Heraklid Despot (Despot Vodă / Ioan Iacob Heraclid)

1563–1564 Stefan Tomșa I (Ștefan Tomșa)

1564–1568 Aleksander IV Lăpușneanu (ponownie)

1568–1572 Bogdan IV Lăpușneanu (syn)

1572–1574 Jan III Srogi (Ioan Vodă cel Viteaz)

1574–1577 Piotr V Kulawy (Petru Șchiopul)

1577–1577 Jan IV Podkowa (Ioan Potcoavă)

1578–1579 Piotr V Kulawy (ponownie)

1579–1582 Jan V Sas (Iancu Sasul; s. Piotra Raresa)

1582–1591 Piotr V Kulawy (ponownie)

1591–1592 Aron Tyran (Aron Tiranul)

1592–1592 Aleksander V Zły (Alexandru cel Rău)

1592–1592 Piotr VI Kozak (Petru Cazacul; s. Aleksandra Lăpușneanu)

1592–1595 Aron Tyran (ponownie, zm. 1597)

1595–1595 Stefan VIII Răzvan

1595–1600 Jeremi Mohyła (Ieremia Movilă)

1600–1600 Michał I Waleczny (Mihai Viteazul)

1600–1606 Jeremi Mohyła

1606–1606 Konstantyn I Mohyła (Constantin Movilă; s. Jeremiego, zm. 1612)

1606–1607 Szymon Mohyła (Simion Movilă; brat)

1607–1607 Michał II Mohyła (Mihail Movilă; s. Szymona)

1607–1611 Konstantyn I Mohyła (ponownie)

1611–1615 Stefan Tomșa II

1615–1616 Aleksander VI Mohyła (s. Jeremiego)

1616–1619 Radu Mihnea (s. Radu Paturczeńca)

1619–1620 Kacper Grazziani

1620–1621 Aleksander VII Eliasz (wnuk Aleksandra Lăpușneanu)

1621–1623 Stefan Tomșa II (ponownie)

1623–1626 Radu Mihnea (ponownie)

1626–1629 Miron Barnowski-Mohyła

1629–1630 Aleksander VIII Dziecię (s. Radu Mihnea, zm. 1632)

1630–1632 Mojżesz Mohyła (Moise Movilă; s. Szymona)

1631–1633 Aleksander VII Eliasz (ponownie)

1633–1633 Miron Barnowski-Mohyła (ponownie)

1633–1634 Mojżesz Mohyła (ponownie)

1634–1653 Bazyli I Lupu (zm. 1661)

1653–1658 Jerzy I Stefan

1658–1659 Jerzy II Ghica (zm. 1560)

1659–1661 Stefan X Lupu (s. Bazylego Lupu)

1661–1665 Istrate Dabija

1665–1666 Jerzy III Duca

1666–1668 Eliasz III Aleksander (z linii Stefana Wielkiego)

1668–1672 Jerzy III Duca (ponownie)

1672–1674 Stefan XI Petriceicu

1674–1675 Dymitr I Cantacuzino

1675–1678 Antoni Ruset (Rosetti)

1678–1683 Jerzy III Duca (ponownie, zm. 1684)

1684–1684 Stefan XI Patriceicu

1684–1685 Dymitr I Cantacuzino (ponownie)

1685–1693 Konstantyn II Kantemir

1693–1693 Dymitr II Kantemir

1693–1695 Konstantyn III Duca

1695–1700 Antioch Cantemir (s. Konstantyna)

1700–1703 Konstantyn III Duca (ponownie)

1703–1705 Michał III Racoviță

1705–1707 Antioch Cantemir (ponownie)

1707–1709 Michał III Racoviță (ponownie)

1709–1710 Mikołaj I Mavrocordat

1710–1711 Dymitr II Kantemir

1711–1716 Mikołaj I Mavrocordat (ponownie)

1716–1726 Michał III Racoviță (ponownie, zm. 1744)

1726–1733 Grzegorz Ghica II

1733–1735 Konstantyn IV Mavrocordat (s. Mikołaja)

1735–1739 Grzegorz Ghica II (ponownie)

1739–1739 okupacja rosyjska

1739–1741 Grzegorz Ghica II (ponownie)

1741–1743 Konstantyn IV Mavrocordat(ponownie)

1743–1747 Jan VI Mavrocordat (syn Mikołaja)

1747–1748 Grzegorz Ghica II (ponownie, zm. 1752)

1748–1749 Konstantyn IV Mavrocordat (ponownie)

1749–1753 Konstantyn V Racoviță

1753–1756 Mateusz Ghica

1756–1757 Konstantyn V Racoviță (ponownie, zm. 1764)

1757–1758 Scarlat Ghica (s. Grzegorza II, zm. 1766)

1758–1761 Jan VII Teodor Callimachi

1761–1764 Grzegorz Callimachi

1764–1767 Grzegorz Aleksander Ghica III

1767–1769 Grzegorz Callimachi

1769–1769 Konstantyn IV Mavrocordat (ponownie)

1769–1774 okupacja rosyjska

1774–1777 Grzegorz Aleksander Ghica III (ponownie)

1777–1782 Konstantyn VI Moruzi

1782–1785 Aleksander Mavrocordat I (s. Konstantyna)

1785–1786 Aleksander Mavrocordat II (syn Jana)

1786–1788 Aleksander Ipsilanti (zm. 1807)

1788–1789 Emanuel Giani-Ruset

1789–1792 okupacja rosyjsko-austriacka

1792–1792 Aleksander XI Moruzi (s. Konstantyna)

1792–1795 Michał IV Suțu (zm. 1802)

1795–1799 Aleksander XII Callimachi

1799–1801 Konstantyn VII Ipsilanti (zm. 1815)

1801–1802 Aleksander XIII Suțu (s. Michała, zm. 1821)

1802–1806 Aleksander XI Moruzi (ponownie)

1806–1806 Scarlat Callimachi

1806–1807 Aleksander XI Moruzi (ponownie)

1807–1807 Aleksander XIV Hangerli

1807–1810 Scarlat Callimachi

1810–1812 okupacja rosyjska

1812–1819 Scarlat Callimachi

1819–1821 Michał V Grzegorz Suțu

1821–1821 Aleksander Ipsilanti (wojskowy zarządca, syn Konstantyna)

1821–1822 Stefan Vogoride (kajmakam)

1822–1828 Jan VIII Sturdza

1828–1834 okupacja rosyjska

1834–1849 Michał VI Sturdza

1849–1853 Grzegorz Aleksander Ghica

1853–1854 okupacja rosyjska

1854–1856 Grzegorz Aleksander Ghica (ponownie)

1856–1857 Teodor Balș (kajmakam)

1857–1858 Mikołaj Vogoride (kajmakam, zm. 1863)

1858–1859 Anastazy Panu (zm. 1867), Bazyli Sturdza (zm. 1870) i Stefan Catargiu (zastąpiony przez Jana Cantacuzino) (kajmakami)

## Zjednoczone Księstwa Mołdawii i Wołoszczyzny(unia personalna) (1859–1862)
1859–1862 Aleksander Jan Cuza (Alexandru Ioan Cuza)
| W 1862 r. unia personalna między Mołdawią a Wołoszczyzną (istniejąca od 1859 roku jako Zjednoczone Księstwa Mołdawii i Wołoszczyzny), została zastąpiona unią realną. Powstało jedno państwo. W 1866 roku księstwo zostało przemianowane na Księstwo Rumunii. Władcy zjednoczonej Rumunii od 1862, patrz: Władcy Rumunii. |